# Cartas marcadas
Cartas marcadas es el cuarto libro y la primera novela de Alejandro Dolina, publicado en 2012 por Editorial Planeta. El título proviene de una canción del propio Dolina que incluyó en Radiocine. La acción transcurre, como en sus libros anteriores, en el barrio porteño de Flores, esta vez cubierto por una extraña niebla.
Dolina trabajó en esta obra en los últimos años. En entrevistas, atribuyó la demora de su publicación a su "incompetencia". En 2008, el autor explicaba:

"Quiero contar una historia, pero dejar entrever una mirada escéptica o dudosa o ajena, que ponga en tela de juicio los métodos que se están utilizando para el mismo relato. Que se entre y se salga de la historia. Armé el relato alrededor del barrio de Flores nuevamente. Pero también hay un montón de lugares donde ocurren episodios anexos.(...) me pareció que debía tener unos recursos formales y casi de diseño que contribuyeran a que el lector no tuviera tanta fe en la historia."

En la primera semana de su aparición se colocó al tope de la lista de los libros más vendidos de la Argentina, según los datos aportados por el Grupo ILHSA.